# Jamie Cullum
Jamie Cullum (Rochford, 24 aprile 1979) è un cantante e pianista britannico di jazz.

## Biografia
Jamie Cullum, pseudonimo di Jamie Paul Cullum, è nato il 24 aprile 1979 a Rochford, (Essex), in Inghilterra. Sua madre, Yvonne, proveniva da una famiglia anglo-birmana stabilitasi nel Galles dopo l'indipendenza della Birmania; suo padre, John Cullum, lavorava nella finanza; il nonno paterno era ufficiale nell'Esercito Britannico; la nonna paterna, invece, era stata una rifugiata ebraica di Prussia che cantava nei locali notturni di Berlino.
Jamie è cresciuto a Hullavington, nello Wiltshire. Durante l'adolescenza ha ascoltato numerosi generi musicali: dal rock all'hip-hop, dal jazz al blues ed è stato molto influenzato da artisti come Herbie Hancock, Tom Waits e Miles Davis, ma anche dagli album innovativi di band come gli Steely Dan. Parallelamente, Jamie afferma che suo fratello, Ben Cullum, è la sua più grande influenza; i due hanno collaborato spesso e Ben ha suonato il basso nell'album di Jamie Catching Tales.
All'età di 20 anni, nel 1999, Cullum ha registrato un CD intitolato Jamie Cullum Trio - Heard It All Before.
Ne furono prodotte solo 500 copie, oggi rarissime: una di queste fu acquistata su Internet per 600 sterline britanniche.
Da studente ha suonato ovunque: matrimoni, pub, navi da crociera, bar mitzvah. Si è laureato nel 2001 all'Università di Reading, dove ha studiato Inglese.
Nel 2002 Jamie ha registrato il suo secondo album, Pointless Nostalgic, che ha venduto un buon numero di copie in Gran Bretagna e ha attirato l'attenzione di giornalisti quali Michael Parkinson e Melvyn Bragg.
Nel 2003 ha firmato un contratto con Universal per tre nuovi dischi.

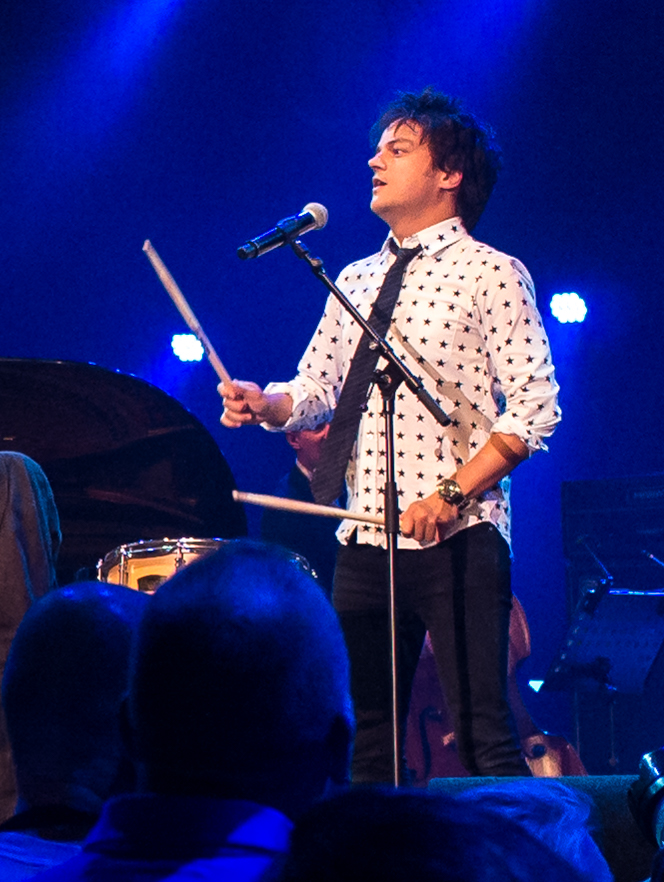
Jamie Cullum al North Sea Jazz Festival nel 2015

Nel 2004, Jamie ha registrato il suo secondo album in studio, intitolato Twentysomething, che ha venduto più di due milioni di copie in tutto il mondo ed è stato candidato per un Grammy Award.
Il brano These Are the Days è arrivato fino alla dodicesima posizione nelle classifiche britanniche, mentre Everlasting Love ha raggiunto la ventesima posizione in Gran Bretagna e la trentacinquesima nei Paesi Bassi.
Nel 2005, Jamie ha registrato il suo terzo album in studio, Catching Tales, in cui si possono cogliere diverse influenze musicali, dal funk, al jazz, all'hip-hop. Molti brani sono stati scritti proprio da Cullum, come Get Your Way, quarantaquattresima nelle classifiche britanniche e venticinquesima nei Paesi Bassi, e Mind Trick, trentaduesima in Gran Bretagna e ventiseiesima nei Paesi Bassi. La nostalgica Photograph è stata scritta dopo aver ritrovato una scatola di fotografie sul Capodanno.
Il 10 novembre 2009 è stato pubblicato il suo quinto album, The Pursuit, registrato a Los Angeles.
Il nuovo lavoro costituisce uno spartiacque nella carriera solista di Cullum, che ha deciso di non utilizzare più né la sua vecchia band né il suo precedente produttore.
Nel maggio 2013 esce Momentum il sesto album dell'artista britannico. In quest'ultima incisione abbandona quasi totalmente le sonorità Jazz dei precedenti album, orientandosi verso sonorità decisamente Pop e commerciali.
Nel 2014 esce Interlude, album costituito intieramente da cover di artisti quali Ray Charles, Randy Newman, Sufjan Stevens e Dizzy Gillespie, con la partecipazione di Gregory Porter e Laura Mvula.

## Discografia

### Album in studio
- 1999 - Heard It All Before
- 2002 - Pointless Nostalgic
- 2004 - Twentysomething
- 2005 - Catching Tales
- 2009 - The Pursuit
- 2013 - Momentum
- 2014 - Interlude
- 2019 - Taller
- 2020 - The Pianoman at Christmas

### Album live
- 2006 - Live at Ronnie Scott's

### Compilation
- 2007 - In the Mind of Jamie Cullum
- 2007 - Jamie Cullum: influences

### DVD
- 2004 - Live At Blenheim Palace
- 2004 - Twentysomething DVD
- 2005 - Telling Tales
- 2006 - Live in Buenos Aires

### Cover in italiano
- 2013 - Gran Torino è la versione in italiano di Gran Torino, tradotta e cantata da Ron, pubblicata nell'album Way Out.